# 太陽政策
太陽政策（たいようせいさく）は、1998年2月25日から2008年2月24日までの間、大韓民国（韓国）政府が採用していた朝鮮民主主義人民共和国（北朝鮮）への外交的緊張緩和政策であり、金大中・盧武鉉政権下でこの外交政策が採用されていた。

## 概要
イソップ寓話『北風と太陽』に因み、「北朝鮮の頑な態度を改めさせるためには、圧力ではなく温情が必要であるとするものであり、軍事力で統一するよりも人道援助、経済援助、文化交流、観光事業を深めることで将来の南北朝鮮統一を図ろうとする外交政策」である。太陽政策は原則として武力を用いず、北朝鮮を大韓民国が吸収する形態の統一は行わず、相互の和解と協力を推進するものとされている。その狙いには、南北基本合意書の継承と北朝鮮の崩壊の防止、統一した後の格差解消、北朝鮮の国際社会との繋がりを維持することなどがある。
この政策に関連して実施されたことに、大韓民国の金大中、盧武鉉大統領と朝鮮民主主義人民共和国の金正日国防委員長の南北首脳会談と6.15南北共同宣言締結、現代財閥による金剛山観光事業、大韓民国から北朝鮮へのコメ支援などがある。

## 歴史

### 先建設後統一政策
1953年7月27日の朝鮮戦争休戦協定によって南北朝鮮の分断が確定した後、大韓民国の李承晩政権は朝鮮半島統一の為に「北進統一」を掲げ、政策を立案していた。しかし軍事力を用いた統一の危険性と予想される損害が大韓民国の高度経済成長と共に増大したために、平和的な手段による統一の必要性が生じた。そのため大韓民国政府は朝鮮民主主義人民共和国との経済的な繋がりを強めることで、南北朝鮮の一体性を高め、最終的に統一を目指すという政策研究がなされ、実行されることとなった。
太陽政策の原型と言い得るものは1961年の5・16軍事クーデターで成立した朴正煕政権における「先建設後統一政策」に見られる。これはまず大韓民国の経済的発展を進め、その経済力を持って北朝鮮を圧倒して平和裏に北進統一を目指す政策であった。この一環として朴正煕大統領は日本国の佐藤栄作内閣総理大臣との間で日韓基本条約批准に成功し、大韓民国は東西冷戦の枠組みの中で、日本国から経済協力によって多大な投資を獲得、更にアメリカ合衆国から大韓民国国軍のベトナム戦争派兵の褒章もあり、経済成長の基盤を築くことに成功した。

### 北方政策
その後、「先建設後統一政策」に関連し、1987年6月29日の民主化宣言以後成立した盧泰愚政権において「北方外交（北方政策）」が立案された。これは躍進した大韓民国の経済力によって北朝鮮の友好国である共産圏諸国と国交を樹立して外交的に北朝鮮を包囲して北朝鮮経済に開放に迫る政策である。
具体的には朝鮮戦争で韓国と戦い、北朝鮮と軍事同盟を結ぶ中華人民共和国との歴史的和解を進め、1985年には中朝貿易を上回る量の貿易規模の拡大に成功し、北朝鮮の友好国である中国への影響力を持つことに努めた。また1990年には韓国はソ連との国交を樹立し、北朝鮮の友好国と外交関係を正常化することで外交的な包囲網を形成することに成功した。さらに当時北朝鮮経済は苦境にあり、地域限定で外資の導入を認めるなどの経済的な繋がりを得るには好都合な状況が生まれていた。このような状況で1990年には大韓民国と朝鮮民主主義人民共和国の首相が会談し、1991年には南北基本合意書が締結され、南北経済交流が推進されたために北朝鮮にとって韓国は中国に次ぐ貿易相手国へとなっていった。
1992年10月に大韓民国はそれまで国交を有していた中華民国（台湾）と断交し、「一つの中国論」に基づいて中華人民共和国と正式に国交を樹立した。北朝鮮を大韓民国による主要な社会主義国との国交樹立によって外交的に包囲し、さらに韓国経済との繋がりを強化して北朝鮮の韓国への依存性を強め、最終的に南北統一へとつなげる、という北方政策はここで完成したと言える。

### 太陽政策
その後、大韓民国政府はこれまで打ち出した北方政策を基盤として「太陽政策」を立案した。1994年7月8日の金日成朝鮮民主主義人民共和国主席の急死により実現しなかったものの、1994年には南北首脳会談も決定するなど、南北間には断続的に対話が続けられていた。
1997年IMF経済危機以後、1998年に就任金大中大統領は当時の経済危機克服と外国の韓国投資のためにも朝鮮半島の状況が不安定ではないことをアピールする必要があると見て、太陽政策を実施する。その規模と内容がそれ以前の北方政策に較べて大きく拡大したことが過去との差であり、2000年には南北首脳会談が実現し6.15南北共同宣言が締結され、金剛山観光事業、開城工業団地事業、京義線と東海線の鉄道・道路連結事業という対北朝鮮三大経済協力事業が進められ、離散家族再会事業が継続して行われるなど、目に見える形で北朝鮮と大韓民国の距離が縮まったと大韓民国では広く認識されている。

## 評価
金大中は幾度となく北朝鮮の反人道的行動を指摘している。太陽政策が行われる背景として、大韓民国は北朝鮮との統一を実際には望んでおらず、北朝鮮政権の存続を望んでいるとの分析もある。すでに極端に拡大した経済格差から、統一は韓国にとって過大な経済的負担となる。現在、韓国では、北朝鮮が崩壊しても即座に統一することは難しく、北朝鮮が経済的成長をしなければならないという意見が多数の支持を受けている。また、中華人民共和国が北朝鮮への経済進出を活発化させており、それに対する韓国の警戒感も太陽政策を後押ししているという見方もある。反北団体や人権団体からは、「この政策は民衆を苦しめ続けている北朝鮮の体制側を生き長らえさせているだけで、まったく飢餓（「苦難の行軍」）などの解決策になっていない」「旅人ではなく泥棒に物を与えているだけ」と批判されている。事実、2000年の南北首脳会談の直前に北朝鮮に対して5億ドルもの秘密支援の疑惑が囁かれるなど、太陽政策の遂行課程で巨額の資金が北朝鮮に渡されているにも関わらず、北朝鮮の姿勢には変化が見えず、北朝鮮を巡る多国間のアプローチにおいて韓国が標榜する太陽政策は、米韓・日韓などの温度差の原因ともなっている。また旅人に太陽の熱の「苦」を与え、服を脱がせたイソップ童話とは異なり、「支援」ばかりを与えた太陽政策は、2006年10月に北朝鮮が国連などの反対を押し切り核実験を行ったと発表したことで破綻を来した。盧武鉉大統領は非難の声明を公にし、太陽政策を打ち切るとの意図を感じさせる言動を発表したが、具体案は示さず態度は曖昧であった上、2007年10月には第2回南北首脳会談を実施している。そのため韓国国内でも、この太陽政策が北朝鮮の増長を招いたとして非難されるようになり、2008年2月24日保守派李明博（イ・ミョンバク）が第17代大統領に就任、支援の条件として核放棄を求めた「非核・開放・3000」を掲げ太陽政策を転換させた。ただし、以後各種制裁と対北朝鮮強硬策にも北朝鮮核実験は着実に続き、制裁すれば核実験ができないという保守派の主張も力は得られず、2010年代以降から韓国では何らかの方法で北朝鮮が自ら変化しなければ難しいという懐疑論も出ている。そのため、北朝鮮が変化するまで距離を置くという第3の折衷論のような案も出ている。これは北朝鮮ミサイル事情圏に入る韓国首都圏が2020年代基準2500万人が集まっている超大型都市圏であり、戦争が起こる瞬間地獄が繰り広げられるようだから北朝鮮を刺激する強硬派たちの主張も内部的には涼しいかもしれないが、実際の現実では思うほどアピールされない。北朝鮮側は太陽政策を「我々を潰す目的で、太陽で我々の服をはぎ取ろうとした」と評している。実際に北朝鮮の強硬派は、韓国の対北朝鮮穏健派、強硬派ともに態度が違うだけで、結局は自分たちの体制を滅ぼそうしていると考えている。